# Jalapa del Valle
Jalapa del Valle är en ort i Mexiko.   Den ligger i kommunen San Felipe Tejalápam och delstaten Oaxaca, i den sydöstra delen av landet, 400 km sydost om huvudstaden Mexico City. Jalapa del Valle ligger 1 735 meter över havet och antalet invånare är 603.
Terrängen runt Jalapa del Valle är varierad. Runt Jalapa del Valle är det ganska tätbefolkat, med 230 invånare per kvadratkilometer. Närmaste större samhälle är Oaxaca de Juárez, 16,4 km öster om Jalapa del Valle. Trakten runt Jalapa del Valle består i huvudsak av gräsmarker.